# Elie Onana
Elie Onana (Okola, 1951. október 13. – 2018. április 2.) válogatott kameruni labdarúgó, hátvéd.

## Pályafutása
A kameruni válogatott tagjaként részt vett az 1982-es spanyolországi világbajnokságon és az 1984-es Los Angeles-i olimpián.

## Sikerei, díjai
Canon Yaoundé
- Kameruni bajnokság
  - bajnok: 1984–85, 1985–86
- Kameruni kupa
  - győztes: 1986